# Festival IMMaginario
Festival IMMaginario est un Festival de cinéma qui se déroule annuellement à Pérouse fin novembre. Il remplace le Batik Film Festival qui l'a précédé de 1997 à 2008.
Les principaux lieux qui accueillent le festival sont le Théâtre Morlacchi, la Rocca Paolina et le Théâtre del Pavone.
La manifestation artistique qui se présente comme « un non-festival  » est dédiée aux nouveaux langages du cinéma, de la télévision et de médias sociaux.